# Cristina Tartarone

Cristina Tartarone, née le 4 juin 2001 à Cosenza, est une joueuse de squash représentant l'Italie. Elle atteint, en mai 2025, la 107e place mondiale sur le circuit international, son meilleur classement. Elle est championne d'Italie en 2019, 2022, 2024 et 2025.

## Biographie
Elle aborde le squash à l'âge de onze ans dans un cadre scolaire. Elle est sélectionnée par la Fédération mondiale de squash pour participer, dans le cadre des sports de démonstration, aux Jeux olympiques de la jeunesse de 2018 à Buenos Aires. Encore junior, elle devient championne d'Italie en 2019.
.

## Palmarès

### Titres
- Championnats d'Italie :  4 titres (2019, 2022, 2024, 2025)